# 龙门乡 (永平县)
龙门乡，是中华人民共和国云南省大理白族自治州永平县下辖的一个乡镇级行政单位。

## 行政区划
龙门乡下辖以下地区：
官上村、石家村、龙门村、光映村、大龙午村、大坪坦村和李子树村。